# Kim Min-sok (rychlobruslař)
Kim Min-sok (korejsky 김민석, anglický přepis: Kim Min-seok; * 14. června 1999) je jihokorejský rychlobruslař.
V roce 2014 se poprvé představil na Mistrovství světa juniorů, v následujících dvou letech získal na juniorských světových šampionátech osm medailí, z toho tři zlaté. Ve Světovém poháru startuje pravidelně od roku 2014. V roce 2017 se poprvé zúčastnil seniorského světového šampionátu (mj. páté místo na trati 1500 m). Na Zimních olympijských hrách 2018 vybojoval v závodě na 1500 m bronzovou medaili a s jihokorejským týmem získal ve stíhacím závodě družstev stříbro. Na premiérovém Mistrovství čtyř kontinentů 2020 vyhrál distanci 1500 m a ve stíhacím závodě družstev vybojoval stříbro, na čtyřkontinentálním šampionátu 2022 získal na trati 1500 m bronz. Startoval také na ZOH 2022, na nichž obhájil bronzovou medaili v závodě na 1500 m (dále 1000 m – 24. místo, stíhací závod družstev – 6. místo).